# سامي الميداني
سامي الميداني (1313- 1386 هـ / 1896ـ 1966 م) حقوقي وقاضٍ سوري، نقيب المحامين، ورئيس جامعة دمشق. جمع بين التدريس الجامعي والإدارة والممارسة القانونية الرفيعة، وكان يُجيد المرافعة باللغات العربية والفرنسية والإنكليزية والألمانية والتركية. له مؤلفات وترجمات في الحقوق والقانون.  

## ولادته وتحصيله
وُلد سامي بن صادق بن عبد القادر بن علي بن عبد القادر المَيداني في حيِّ الصالحية بدمشق عام 1313هـ/ 1896م، لأسرة علمية شهيرة بالفضل في زُقاق النقيب بحيِّ العَمارة، خرج منها عددٌ من القضاة والمحامين والإداريين. فأبوه صادق المَيداني عالم من وجوه دمشق، ومدرِّس في جامع الدرويشية، تولَّى القضاء الشرعي في عدد من أقضية دمشق. وجدُّه عبد القادر عالم تاجر وقائم مقام النبك، ومدير أوقاف بغداد ثم دمشق مدَّة عشرين عامًا.
نشأ سامي في بيئة علمية، وتلقَّى تعليمه الثانوي في إستانبول ومكتب عنبر بدمشق، ثم التحقَ بمعهد الحقوق العربي بالجامعة السورية، الذي صار فيما بعد كلية الحقوق بجامعة دمشق، وحصل منه على الإجازة (ليسانس). ثم تابع دراسته العليا في ألمانيا في جامعة برلين وجامعة هايدبرغ، ومن الأخيرة حصل على شهادة (دكتوراه) في الحقوق بدرجة عالية. ونال درجة أستاذ في الحقوق الدَّولية والقانون.

## المسرحية والإضراب
أيام دراسته الثانوية في مكتب عنبر بدمشق، أنشأ المكتب فرقة تمثيلية، انضمَّ إليها سامي الميداني مع مجموعة من زملائه، وأدَّوا في  نحو عام 1908 مسرحية (طارق بن زياد) في حديقة الصوفانية. وكان الغرض منها إحياء الحس القومي لدى الطلَّاب، بالتذكير بالفتح العربي للأندلس، وتعويدهم الخَطابة باللغة العربية الفصحى، وكان في ذلك مخالفة لسياسة التتريك المفروضة بحزم من قِبَل الأتراك. أدَّى فيها سامي دور ملك الإسبان، ويحيى الشمَّاع دور المترجم بين الملك وطارق بن زياد. وحققت المسرحية نجاحًا كبيرًا، وحظيت بإعجاب كل من شاهدها، وبقيت حديثَ الناس شهورًا عديدة، وخلَّفت أثرًا عميقًا في نفوس الطلَّاب في مجتمع عربي يحكمه التُّرك.
وبعد أسبوع من عرض المسرحية وقع أولُ إضراب لطلَّاب مكتب عنبر، بسبب ما أشيع من أن أستاذ الرياضيات والفيزياء التركي مصطفى ثابت، قد شتم العرب! فاهتاج كثير من الطلَّاب الذين كان أثر المسرحية لا يزال يملأ نفوسَهم بالاعتزاز بعروبتهم، فخرجوا إلى ساحة المدرسة وامتنعوا عن الدخول إلى الفصول، وأغلقوا بابها ومنعوا الدخول إليها والخروج منها. وكان على رأسهم: محمد المحيسن من الأردن، وإحسان الشريف، وعبد الغني القادري، ويحيى الشمَّاع، وسامي الميداني، وصبحي أبو غنيمة.
وحضر مدير المعارف ومدير الشرطة فلم يُفلحا في تهدئة الطلَّاب المُضربين، حتى حضر والي الشام عارف المارديني، وكان يُتقن العربية ويُجيد الخَطابة بها، فخطب في الطلَّاب خطبة لقيت لديهم الاستحسان والرضا، ففضُّوا اعتصامهم، وعادوا إلى فصولهم، وفُصل الأستاذ التركي المسيء للعرب.
وفي بعض المصادر أن مكتب عنبر عاقب قادة الإضراب من الطلَّاب، فطُرد سامي الميداني، وسامي البكري، وإحسان الشريف، ويحيى الشمَّاع مدَّة، ونالوا درجة صفر في مادَّة السلوك. في حين طُرد محمد المحيسن، وشفيق المالكي من المدرسة نهائيًّا، فاضطُرَّا للسفر إلى أميركا ومتابعة دراستهما هناك. ووردت رواية أخرى للقصَّة مطوَّلة ذُكر فيها أن مدير المكتب التركي هو الذي شتم العرب، وأن الطلَّاب أقاموا ثورة في المدرسة، ووزَّعوا المهام فيما بينهم، فتولى سامي البكري قفل الباب الخارجي للمدرسة، وسامي الميداني قطع أسلاك الهاتف، وحين قدِم المدير هجموا عليه، واحتجزوه في غرفة وسقطوه مرَّات، ثم طردوه خارج المدرسة، وكسَّروا المقاعد والطاولات! وحين جاء الوالي عارف المارديني أدرك أن الحقَّ مع الطلاب، فعفا عنهم وطرد المدير المسيء. فسافر المدير إلى الآستانة وشكا الوالي وزعم أن الوالي كان المحرِّك للطلَّاب العرب، فاستاءت وِزارة الداخلية، فعزلت الوالي، وعوقب الطلاب بالفصل مع نيلهم درجة صفر في مادَّة الأخلاق.

## عمله ووظائفه
عمل مدرِّسًا في معهد الحقوق العربي بالجامعة السورية (كلية الحقوق بجامعة دمشق)، حتى بلغ مرتبة الأستاذية (برفسور)، وتولَّى منصبَ عميد الكلية. وممَّن زامله في التعليم بالمعهد في عام 1924: عبد القادر العظم، وسليمان الجوخدار، وأمين السويدي، وعارف النكَدي، ومحمد كرد علي، وفارس الخوري، وشاكر الحنبلي، وفوزي الغزِّي، والأمير كاظم الجزائري. ومن زملاء التدريس في المعهد عام 1927: أبو اليسر عابدين، وعبد القادر المغربي، وسعيد المحاسني، وفايز الخوري، وميشيل الشمندي.

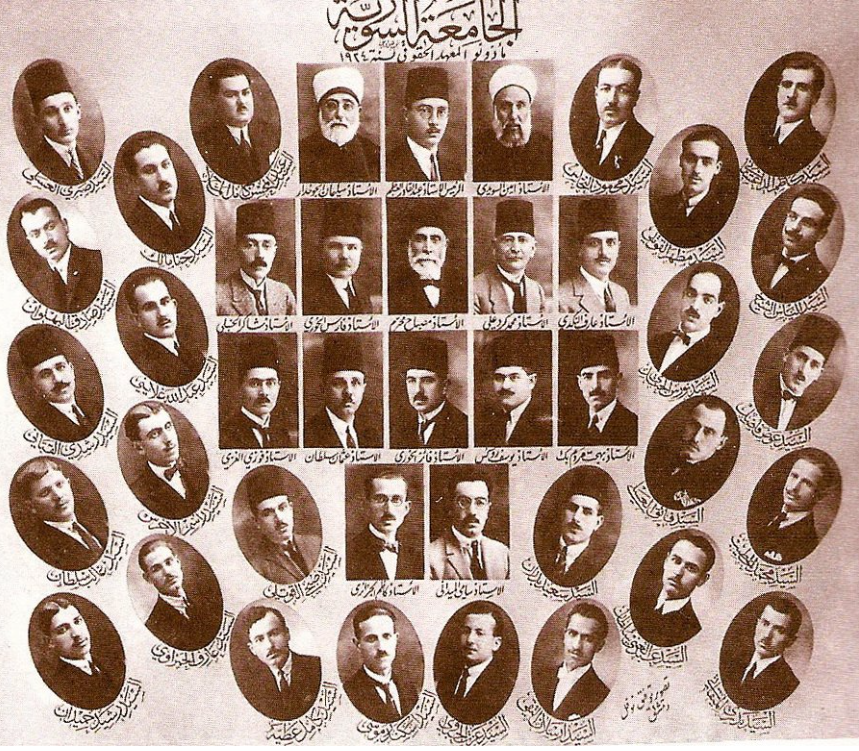
خريجو معهد الحقوق العربي بالجامعة السورية بدمشق عام 1924
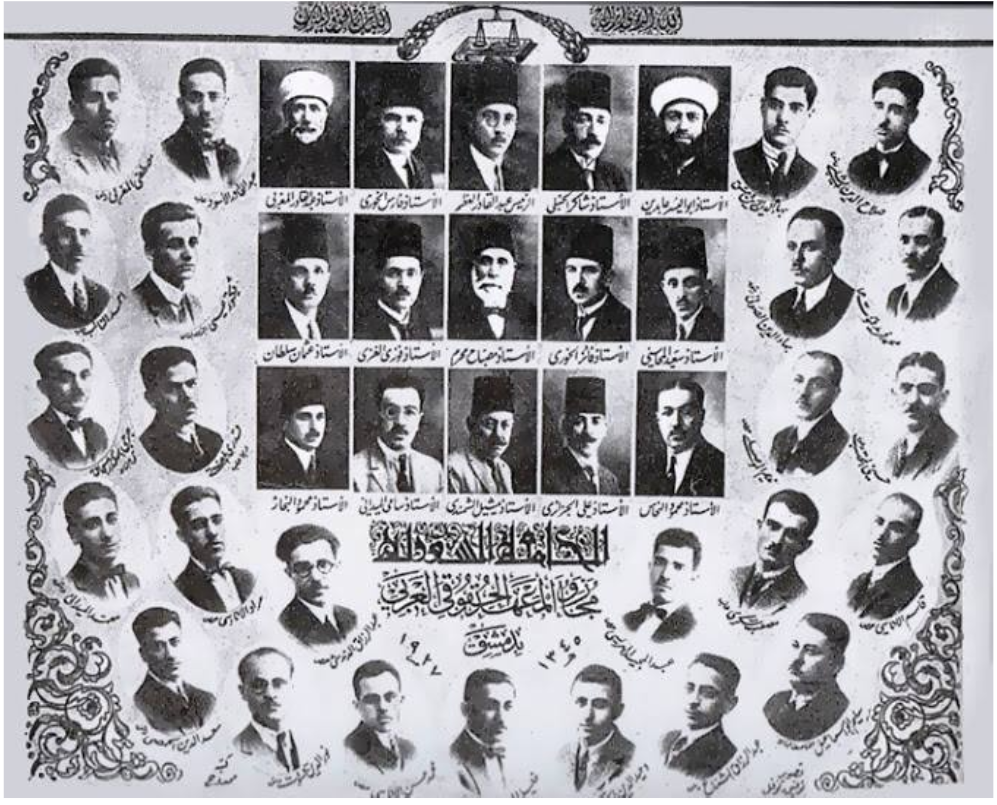
خريجو معهد الحقوق العربي بالجامعة السورية بدمشق عام 1927

عُيِّن رئيسًا للخطِّ الحِجازي من 1921 إلى 1924، وعمل قاضيًا في المحاكم المختلطة منذ 1924، ومحاميًا منذ 1925، وعضوًا في البلدية من 1929 إلى 1939، ومستشارًا حقوقيًّا لعدد من المؤسسات منها مؤسسة عين الفيجة، وشركة الكهرباء، وشركة سوكوني فاكوم أويل بدمشق.
شارك في تأسيس جمعية الهلال الأحمر السوري في 30 مايو (أيَّار) 1942، بقرار من رئيس الجمهورية تاج الدين الحسني، وكان عضوَ اللجنة الإدارية فيها. وعمل مراقبًا عامًّا لخزانة مؤسسة تقاعد المحامين في النقابة في دورة 1942- 1943، وشارك في إدارة الشؤون المالية لنقابة المحامين عامي 1945 و1946. وانتُخب نقيبًا للمحامين في دمشق للدورة 1945- 1946.
وهو من مؤسسي النادي الروتاري بدمشق، مع عدد من أطباء دمشق ومحاميها، ورأسَ اجتماعًا للنادي في فندق أمية عام 1946. ولم ينتم إلى أيِّ حزب سياسي.
كان يُجيد المرافعة باللغات العربية والفرنسية والإنكليزية والألمانية والتركية. وعمل قاضيَ بداية في المحاكم السورية الناظرة في القضايا الأجنبية. وعُيِّن رئيسًا لجامعة دمشق من 1952 إلى 1954.

## كتبه وآثاره

### المؤلفات

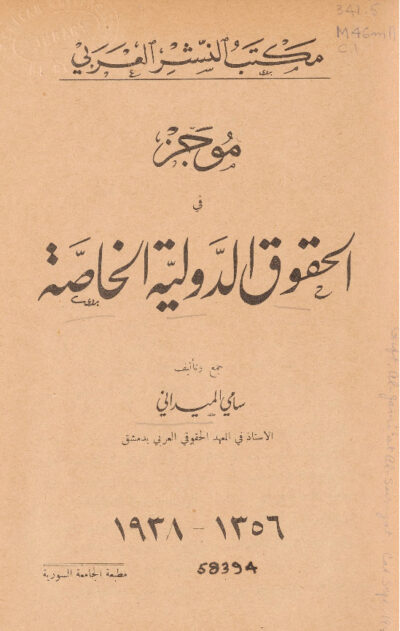

1. موجز في الحقوق الدَّولية الخاصَّة، مكتب النشر العربي سورية، مطبعة الجامعة السورية، 1356هـ/ 1938م.[15]
2. الحقوق العائلية الإسلامية (بالألمانية).
3. حقوق الدولة الخاصَّة السورية.[16]

### الترجمات
1. موجز في حقوق الدول الخاصَّة (عن الفرنسية)، تأليف جان بولين نيبوييت (Jean Paulin Niboyet)، سورية، 1347هـ/ 1929م.[17]
2. موجز في الحقوق الدَّولية العامَّة (عن الفرنسية)، تأليف لويس لو فور (Louis Le Fur)، مطبعة بابيل إخوان دمشق، 1350هـ/ 1932م.[18]
3. موجز في الحقوق الدَّولية العامَّة: حقوق البشر (عن الفرنسية)، تأليف حنا ديغو، مطبعة الجامعة السورية، 1371هـ/ 1951م.[19]

### الإشراف
1. جنسية الأشخاص الاعتبارية، تأليف قمر بلهوان، رسالة علمية بإشراف سامي الميداني، كلية الحقوق في الجامعة السورية، 1954.[20]

### المقالات
له مقالات علمية نُشرت في عدد من صُحف دمشق وفي المجلات الحقوقية.

## حياته الشخصية
هو متزوِّج ولديه ولدان، هما الطبيب الدكتور عدنان الميداني، والمحامي الأستاذ منذر الميداني المجاز بالحقوق.

## وفاته
توفي سامي المَيداني عام 1386هـ/ 1966م، عن عمر تجاوز سبعين عامًا.

## الملاحظات
1. ↑  كذا تاريخ ولادته في "من هم في العالم العربي- سورية"، و"معجم المؤلفين السوريين" لعبد القادر عيَّاش. وفي "موسوعة الأسر الدمشقية" للصواف: 1894هـ/ 1337م! وما يوافق 1894م هو 1311هـ وليس 1337هـ!